# Marie-Anne Barbel
Marie-Anne Barbel (26 août 1704 - 16 novembre 1793) est une femme d'affaires canadienne qui a vécu en Nouvelle-France. Sa vie laisse entrevoir du rôle des femmes dans la classe commerçante de l’époque. Sa connaissance des affaires et la poursuite du commerce de son mari, Louis Fornel, qu’elle assuma après la mort de ce dernier, en sont ses caractéristiques.

## Biographie
Marie-Anne Barbel est la fille de Jacques Barbel et de Marie-Anne Le Picard. Elle épousa Louis Fornel  le 31 décembre 1723. Le couple eut 5 enfants .

## Affaires
Après la mort de son mari, Marie-Anne a pris l'héritage de son mari et a été en mesure d'étendre ses intérêts. À l'origine, de 1745 à 1748, elle a pris soin du magasin à Place Royale. Toutefois, en 1749, elle obtient le bail d'un poste de traite des fourrures à Tadoussac. Ce bail a duré de 1749 à 1755 et le coût était de 7 000 livres par an. Ce poste a été un important centre de traite des fourrures au Québec. Bien que le montant exact de ce commerce à ce poste n'est pas connu, la valeur du placement est passée de 44 686 livres en 1750 à 71 069 livres en 1755. Ceci suggère une augmentation significative des affaires au cours de son mandat. En 1750, Marie-Anne avait plus de 40 hommes travaillant pour elle. Elle a également élargi ses postes à quatre autres endroits en ce moment, à l'île Jeremie, rivière Moisie, Chicoutimi, et Malbaie.
Barbel avait également un important fonds immobilier. Beaucoup de ce qui fut hérité de son mari à la mort de celui-ci. En 1746, elle a acheté des terres à Charlesbourg et en 1747, elle a acheté des terres dans la seigneurie de Neuville. En outre, entre 1747 et 1754, elle achète les bâtiments qui entourent sa boutique à Place Royale. Elle est même impliqué dans une bataille juridique avec les Jésuites entre 1745 et 1756 concernant un terrain qu'elle a hérité de son mari. Ce morceau de terre était situé dans la seigneurie de Notre-Dame-des-Anges, et une partie de la terre a été grugée par la rivière Saint-Charles. Barbel a demandé que les Jésuites élargissent son terrain de 19 arpents, le montant pris par la rivière, ou qu'ils lui verse 6 000 livres de dommages-intérêts. Les jésuites ont refusé l'une ou l'autre option et sont allés en cour. Le procès a duré plusieurs années.

## Régime britannique
À la fin de la guerre de Sept Ans, la Nouvelle-France est devenue une partie de l'empire britannique. Cet événement, et la guerre qui le précède, endommagea la carrière commerciale de Barbel. Tout d'abord, beaucoup de ses biens immobiliers au Québec a été endommagé par les bombardements, y compris son magasin à Place Royale. Après des années de tergiversations, en 1765, elle décide de dissoudre ses biens. Cela signifie que ses enfants reçoivent enfin leur héritage de leur père décédé. Quand Louis Fornel mourut, initialement Marie-Anne a décidé de ne pas dissoudre ses biens parce que certains de ses enfants étaient encore jeunes.

## Honneurs
La rue Anne-Barbel a été nommée en son honneur dans la ville de Québec.